# Господар
Господар је била владарска титула у средњовјековној Зети и каснијој Књажевини Црној Гори, а и у Влашкоj, Молдавији и руским земљама.
Његова прва употреба потврђена је за време друге бугарске државе, а посебно у односу на Константина Драгаша Дејановића по завршетку Душановог царства и за време османске вазале (1371 — 1395).

## Владарска титула у средњовјековној Зети
Господар (лат. dominus) је била владарска титула у средњовјековној Зети, коју су користили Балшићи. Најприје је то био Ђурађ Први Балшић (Jure de Balsa, dominus Zente) од седамдесетих година XIV вијека, а затим и остали Балшићи. У сачуваној повељи из 1469. године, наводи се: Господар Иван Црнојевић. Иста титула постоји и у многим његовим каснијим повељама. Иван Црнојевић је средином осамдесетих година XV вијека, на свом печату користио испис: „Иван Црнојевић господар зетски“.

## Владарска титула у Књажевини Црној Гори
Од 1853. године „господар“ је владарска титула у књажевини Црној Гори, која се користила уз званичну титулу „књаз“. Књаз Данило је титулисан (по једном документу из 1853. године) као Његова Свјетлост Господар Књаз. У члану 3. Законика књаза Данила (1855) наводи се да је „књаз Господар наше земље“. Такође, књаз Никола је титулисан као књаз и господар Црне Горе.

#### Разлози
Један од разлога коришћења титуле Господар у XIX вијеку је политичка симболика коју она има (јер су исту титулу носили Балшићи и Црнојевићи). Њеном поновном употребом, указивало се да су Петровићи-Његоши наследници средњовјековних зетских и црногорских династија.